# Marcel Vercammen
Pour les articles homonymes, voir Vercammen.
Marcel Vercammen est un footballeur et entraîneur belge né le 29 janvier 1918 à Lierre et décédé le 19 mai 1981,.

## Biographie
Marcel Vercammen a évolué comme demi-centre au KVV Lyra, un des deux principaux clubs de sa ville natale, Lierre.
Il participe avec les Diables Rouges le 24 décembre 1944, au match joué après la Libération au Parc des Princes, France-Belgique (3-1). Il joue ensuite six autres matches en équipe de Belgique.
Il termine sa carrière au KSV Waregem, comme entraîneur-joueur. En 1952, il rejoint définitivement le banc des techniciens du club. Il entraine encore Waregem jusqu'en 1954. 
Vercammen dirige le K. FC Diest pendant dix ans. Il reprend l'équipe en « Promotion » en 1954. La première saison, il évite la descente en 1re Provinciale pour trois points. Les deux saisons suivantes, il conquiert autant de titre qui amène les résidents de la Warande en « Division 2 ». En 1961, le matricule 41 fait son entrée en « Division 1 ». Trois ans plus tard, Le club  brabançon atteint la en finale de la Coupe de Belgique nouvellement relancée. Diest mène « 0-2 » contre La Gantoise, mais se fait rejoindre, puis s'incline après une prolongation. 
On retrouve ensuite Vercammen aux commandes du K. FC Verbroedering Geel, puis de St-Trond.

## Palmarès
- International belge A de 1944 à 1947 (7 sélections)

## Palmarès comme entraîneur
- Champion de « Promotion » (D4) : 1956 (K. FC Diest)
- Champion de « Division 3 » : 1957 (K. FC Diest)
- Champion de « Division 2 » : 1961 (K. FC Diest)
- Finaliste de la Coupe de Belgique 1964